# Frančišek Ksaverij
Sveti Frančišek Ksaverij (kratko Franc Ksaver) je rimskokatoliški svetnik in eden od soustanoviteljev Družbe Jezusove (jezuitov); velja za zavetnika misijonarjev, * 7. april 1506, Xavier, Navarra, Španija; + 3. december 1552, otok Shangchuan, Kitajska.

## Življenjepis
Frančišek se je rodil kot peti najmlajši otrok v baskovski družini, ki je živela na gradu Xavier oziroma Xabier (beri pravilno: Šavjêr oziroma Šabjêr) v takrat samostojni Navarri. Njegovo pravo ime je bilo Frantzisko Jatsu Azpilikueta, po rodbinskem gradu Xavier pa je postal bolj znan kot Frančišek Ksaverij (baskovsko Frantzisko Xabierkoa, latinizirano Franciscus Xaverius).
V času Frančiškove mladosti so velik del navarrskega kraljestva zasedli Španci (tj. Kastiljci in Aragonci), zaradi česar je Frančiškova rodbina utrpela precejšnjo materialno škodo. Leta 1521 je sovražni španski vojski pri Pamploni poveljeval Ignacij Lojolski, ki je bil v bojih tudi hudo ranjen, zato se je pozneje posvetil duhovnemu poklicu.
Devetnajstletni Frančišek je odšel študirat v Pariz. Med študijem si je delil sobo s Petrom Fabrom, pozneje pa se jima (na veliko Frančiškovo nejevoljo) je pridružil že omenjeni Ignacij Lojolski. Ignacij je Petra Fabra hitro navdušil za svoje ideje, šele leta 1533 pa je pridobil tudi Frančiška. Ignacij je pozneje Frančiška opisal z besedami: »Najbolj žilavo testo, kar sem ga kdajkoli gnetel.« 
Pozneje so odšli v Rim, kjer je 24. junija 1537 Frančišek skupaj z Ignacijem in še nekaterimi tovariši prejel mašniško posvečenje. Po tem so začeli s pripravami na ustanovitev nove redovne družbe, ki so jo poimenovali Družba Jezusova. Še preden je papež novoustanovljeno družbo uradno potrdil, pa je kralj Janez III. Portugalski želel poslati dva od njih kot misijonarja v Indijo. Frančišek in njegov tovariš Nikolaj Bobadilla sta odpotovala na Portugalsko, vendar pa je Nikolaja kralj zadržal v Lizboni, tako da je Frančišek sam odpotoval v Indijo.
Frančišek je bil imenovan za apostolskega nuncija v Goi, glavnem mestu porugalske Indije. Tja je prispel 6. maja 1542, po 13 mesecih plovbe. Kljub uradno visokemu položaju, pa je bila glavna Frančiškova skrb oznanjevanje evangelija preprostim ljudem. Hodil je po ulicah in trgih in pridobil veliko poslušalcev. Posebno skrb je pokazal za reveže in bolnike, zlasti za gobavce.
Poleti 1545 se je Frančišek odpravil za nekaj časa v Indonezijo. Tam je srečal japonskega plemiča Anjira, ki ga je navdušil, da bi šel misijonarit še na Japonsko.
Leta 1549 pa je prišel na Japonsko, kjer pa so bile razmere za misijonarja precej manj ugodne. Pozimi 1551/52 se je vrnil v Indijo.
Kmalu po tem se je odpravil proti Kitajski. Jeseni 1552 je prispel na otok Shangchuan (imenovan tudi Sancian ali Otok svetega Janeza), približno 30 km pred Kantonom. Tam je zbolel in v noči z 2. na 3. december 1552 umrl, ne da bi dosegel celinsko Kitajsko.
Po smrti so njegovo truplo prepeljali v Indijo. Zdaj počiva v Goi, v cerkvi Bom Jesus, njegovo desno roko pa imajo shranjeno v Rimu.
12. marca 1622 je bil razglašen za svetnika, leta 1927 pa je bil dodatno imenovan za zavetnika vseh misijonov in misijonarjev. Sveti Frančišek Ksaverij goduje 3. decembra.